# Кундзерева къща
Кундзеревата къща (на гръцки: Μέγαρο Κουντζέρη) е историческа постройка в град Солун, Гърция.

## Местоположение
Къщата е разположена улица „Стефанос Драгумис“, близо до църквата „Свети Димитър“.

## История
Къщата е построена е в 1930 година, като през следващите години е надстроявана. Според релефен надпис на прага имението е собственост на Е. Кундзерис. Имението на Кундзерис е обявено за защитен архитектурен паметник, но не е в добро състояние и не е обитавано.

## Архитектура
Сградата се състои от сутерен, партер и 5 етажа. Основната фасада е организирана симетрично с отвори от двете страни на централния еркер. Еркерът заема 3 етажа, каквато е първоначалната височина на сградата и има отвори от малките странични страни. Забележителни декоративни елементи, голямата конзола, която поддържа изпъкналия корниз в края на еркера, модернистичните парапети и металната двукрила входна врата с ар деко влияние. Четвъртият етаж е обособен с балкон по оста на свода и покрит балкон в южната му част. Петият е по-малък по площ, тъй като само централната му част е в цялата дълбочина. Задната част на сградата представя има интензивна пластичност на обемите, с издатини, арки и дори кубични структури, които създават тераси. В задната част сградата е 7-етажна, тъй като поради наклона на улицата сутеренът и приземният етаж завършват тук в отвори.
Във вътрешността има релефни шарки на покрива на входа, релефна декоративна лента, която следва наклона на стълбището, ар деко парапети.